# Tainá Medina
 (juillet 2025).
Si vous disposez d'ouvrages ou d'articles de référence ou si vous connaissez des sites web de qualité traitant du thème abordé ici, merci de compléter l'article en donnant les références utiles à sa vérifiabilité et en les liant à la section « Notes et références ».
Pour les articles homonymes, voir Medina.
Tainá Medina, née le 16 décembre 1993 à Rio de Janeiro,, est une actrice brésilienne.
Elle est principalement connue pour ses rôles dans des séries télévisées et films brésiliens mêlant drame, thriller et fantastique.

## Biographie
Tainá Medina commence sa carrière artistique au théâtre et aussi comme mannequin avant de faire ses premiers pas au cinéma dans le film A Alegria (2010), sélectionné au Festival de Cannes. Elle se fait connaître du grand public grâce à son rôle de Joana dans la telenovela Rock Story (2016–2017), diffusée sur Rede Globo.
Elle poursuit sa carrière avec des rôles marquants dans des séries comme Nighwatcher (O Doutrinador, 2018), Um Dia Qualquer (pt) (2020–2024) et La Cité invisible (Cidade Invisível, 2021), où elle incarne Fabiana dans un univers mêlant folklore brésilien et enquête surnaturelle.

## Filmographie (sélection)

### Cinéma
- 2010 : A Alegria : Luíza
- 2020 : Um Animal Amarelo : Luiza
- 2018 : Nighwatcher (O Doutrinador) : Nina

### Télévision
- 2016-2017 : Rock Story : Joana (55 épisodes)
- 2019 : The Awakener: The Series : Nina Souza
- 2020-2024 : Um Dia Qualquer (pt) : Bruna
- 2021 : La Cité invisible (Cidade Invisível) : Fabiana
- 2023 : Dom : Rita
- 2023 : Fim : Suzana

### Courts métrages et autres
- 2018 : Dead Teenager Séance : Laura
- 2024 : Onde os Insetos se Escondem à Noite : Laila

## Distinctions
En 2021, à l'Overcome Film Festival, Tainá Medina a remporté le prix du jury de la meilleure actrice dans un long métrage pour son interprétation dans Um Dia Qualquer (pt) (2020), « pour sa justesse et son intensité dramatique ».